# Hans-Peter Neuhaus
Hans-Peter Neuhaus, nemški rokometaš, * 18. junij 1945, Stebbach.
Leta 1972 je na poletnih olimpijskih igrah v Münchnu v sestavi zahodnonemške rokometne reprezentance osvojil šesto mesto.